# Kim Kyung-cheon
Kim Kyung-cheon  (Hangul: 김경천; Hanja: 金 擎天; 5 de junio de 1888 - 2 de enero de 1942) fue un activista y líder militar por la independencia de Corea. En 1888, nació en una familia rica y tradicional Yangban en la provincia de Hamgyong del Sur, condado de Pukchong, como el quinto hijo de su padre, Kim Ding-Hyung. Su nombre de nacimiento era Kim Ung-chon (hangul: 김응천, chino: 金 應 天). En 1909, se casó con You Jong. Más tarde ingresó en la Academia del Ejército Imperial Japonés y se graduó en 1911, alcanzando el rango de teniente de caballería en el Ejército Imperial Japonés. En junio de 1919, huyó a Manchuria junto con Chi Chong-chon para unirse al movimiento de independencia de Corea, trabajando como entrenador, pero después de solo seis meses se comunicó con algunos activistas coreanos y se mudó a Vladivostok para luchar con Kim Kyu, quien era famoso por la victoria sobre un batallón japonés. Su principal operación después de llegar a Vladivostok fue luchar contra las milicias chinas apoyadas por los japoneses. En este período eligió a Kim Kyung-cheon como seudónimo. Durante la Guerra Civil Rusa, sus tropas lograron impresionar a los comandantes del Ejército Rojo con buena disciplina. En enero de 1923, asistió a la conferencia del Gobierno Provisional de Corea en Shanghái y decidió crear un régimen comunista coreano que se basaría en la Unión Soviética. Sin embargo, el Komintern negó la legitimidad de la "república" como entidad independiente, lo que llevó a Ji a abandonar la Unión Soviética mientras Kim permanecía. Durante la Gran Purga, Kim fue arrestado por protestar contra la política de dislocación coreana de Iósif Stalin y finalmente murió en una prisión soviética. Él, Ji Cheong-cheon y Shin Dong-cheon fueron llamados "3 cheons del sur de Manchuria" (南 满 三天). Los coreanos de Manchuria también se refirieron a él como 擎天 金 将軍 (경천 김 장군) (que literalmente significa "General Kim que apoya al cielo").
Varias fuentes creen que el líder norcoreano Kim Il-sung robó su identidad después de su muerte. Lee Myung-young publicó un libro La leyenda de Kim Il-sung en 1974 en el que afirmó que el general original Kim Il-sung era un graduado de la Academia del Ejército Imperial Japonés.